# Zarodek (sura)
Zarodek (arabsko Al-Alaq) je 96. sura (poglavje) v Koranu, ki jo sestavlja 19 ajatov (verzov). Je meška sura.
Med opravljanjem molitve (salata oz. namaza) pri tej suri verniki opravijo 1 ruku' (priklon).